# Isabel de Noronha (II)
D. Isabel de Noronha ou Isabel Henriques (legitimada em 1444 - Sevilha, 29.5.1529) foi um senhora da nobreza de Portugal, tendo sido por casamento marquesa de Montemor-o-Novo, foi filha de D. Pedro de Noronha (1379 - 12 de Agosto de 1452), bispo de Évora, e de Branca Dias Perestrelo (c. 1390 -?), filha de Fillipo Pallastrelli e de Catarina Vicente, legitimada por carta de 13 de Agosto de 1444.
Casou, antes de 25 de Julho de 1460 com D. João, marquês de Montemor-o-Novo, nascido em 1430 aproximadamente, filho de Fernando I de Bragança (2º duque de Bragança) e de Joana de Castro, foi Marquês de Montemor-o-Novo e 7º condestável de Portugal.
D. Isabel de Noronha sobreviveu muitos anos ao Condestável seu marido, que por causa de contradições entre este e o rei D. João II de Portugal fora desterrado de Monte-mor indo acolher-se no Reino de Castela.
D. Isabel no ano de 1511 ainda vivia, visto que nesta data celebrou um contrato, feito em Sevilha em 4 de Junho, com o Duque de Bragança, D. Jaime, em que aparece com o nome de D. Isabel Henriques. Nesta cidade morreu e jaz, com seu marido, no mesmo Mosteiro, cuja igreja ela mandou edificar.